# Antonio Tozzi
Antonio Tozzi (Bolonya, Itàlia circa 1736 - Bolonya, després de 1812), fou un compositor d'òpera italià.
Va estudiar amb el Padre Martini i esdevingué membre de l'Accademia Filarmonica di Bologna el 1761. La seva primera òpera Tigrane, es representà a Venècia el 1762. La morte di Dimone de 1763 era la seva primera òpera semiseria. El 1764 se li demanà per treballar per la cort a Brunswick. El 1774 es convertia en Hofkapellmeister a Múnic on s'estrenava el seu Orfeo ed Euridice el 1775. Un escàndol que el va implicar amb la comtessa von Törring-Seefeld va provocar la seva fugida de la ciutat i el retorn a Venècia.
A partir de llavors, treballà entre Madrid i Barcelona, on va compondre una part substancial de la seva obra, finalment torna a Itàlia el 1805. Al teatre de la Santa Creu de Barcelona, després de ser nomenat director, hi va estrenar en aquest període I due gemelli Castore e Polluce i Lo scherzo della magia (1783), La caccia d'Enrico IV (1788), Zemira e Azor (1791), L'amore alla patria, ossia, Cordova liberata (1792), I due ragazzi saboiani (1794), Il trionfo di Venere (1802), i Angelica e Medoro (1805).
El 24 d'octubre de 1793 va signar un contracte d'arrendament per cinc anys amb el teatre de la Santa Creu com a compositor i director musical.